# Rue de l'Isly
Pour les articles homonymes, voir Rue d'Isly.
La rue de l’Isly est une voie du 8e arrondissement de Paris.

## Situation et accès
Elle commence au 7, rue du Havre et se termine au 10, rue de Rome.

## Origine du nom

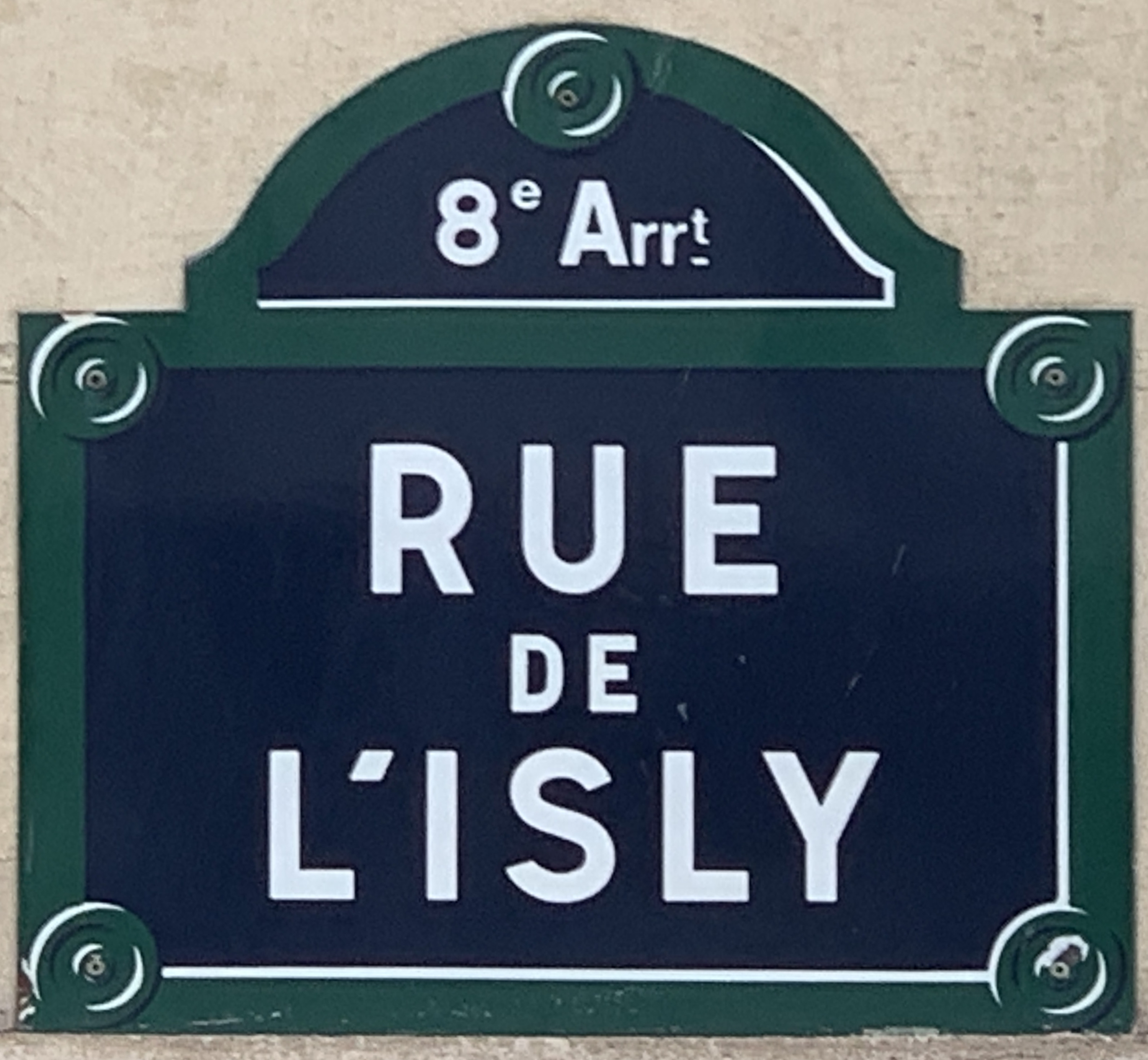
Plaque de la rue.

Elle doit son nom à la bataille d'Isly, victoire remportée par le maréchal Bugeaud sur les troupes marocaines le 14 août 1844.

## Historique
La rue est créée et prend sa dénomination actuelle par ordonnance du 14 janvier 1846 :
Ordonnance du 14 janvier 1846
« Louis-Philippe, etc.,
Sur le rapport de notre ministre secrétaire d’État au département de l'intérieur;
Vu l'offre faite par le sieur Pellegrini, d'ouvrir sur les terrains dont il est propriétaire, à Paris (Seine), et qu'il abandonnerait gratuitement à cet effet, une rue de douze mètres de largeur, destinée à communiquer de la rue du Havre à celle de l'Arcade ;
Le plan indiquant les alignements de la nouvelle rue ;
Le procès-verbal d'enquête;
La délibération du Conseil municipal du 23 mai 1845, imposant au sieur Pellegrini les conditions auxquelles la ville de Paris consent à l'exécutiondu nouveau percement;
 La lettre par laquelle ce propriétaire a pris l'engagement d'exécuter ces conditions;
L'avis du préfet en forme de lettre, ensemble les autres pièces produites;
La loi du 16 septembre 1807 ;
Notre Conseil d’État entendu, nous avons ordonné et ordonnons ce qui suit :
- Article 1 : Le sieur Pellegrini est autorisé à ouvrir sur les terrains dont il est propriétaire, à Paris (Seine), une rue destinée à communiquer de la rue du Havre à celle de l'Arcade; 
Les alignements de cette voie publique, qui prendra le nom de « rue de l'Isly », sont arrêtés conformément aux lignes noires pleines tracées sur le plan ci-annexé, d'après lesquelles la dite rue aura douze mètres de largeur et des pans coupés de trois mètres aux quatre encoignures.
- Article 2 : L'autorisation résultant de l'article ci-dessus est accordée, à la charge par le sieur Pellegrini, de céder gratuitement à la ville de Paris le sol de la voie nouvelle et de se conformer aux conditions exprimées dans la délibération du Conseil municipal, en date du 23 mai 1845, dont copie est jointe à la présente ordonnance.
- Article 2 : Notre ministre secrétaire d’État au département de l'intérieur est chargé de l'exécution de la présente ordonnance.

Au palais des Tuileries, le 14 janvier 1846. »

## Bâtiments remarquables et lieux de mémoire
- no  5 : Victor Hugo y habite du 1er juillet 1848 au 13 octobre 1848[1].
- no  8 : Delphine Lalaurie y meurt le 7 décembre 1849[2]. Cette femme mondaine a fui La Nouvelle-Orléans après des actes de sadisme et le meurtre d'une  centaine d'esclaves noirs.

### Sources
- Félix de Rochegude, Promenades dans toutes les rues de Paris : VIIIe arrondissement, Paris, Hachette, 1910 (lire en ligne).